# Acrocera natalensis
Acrocera natalensis är en tvåvingeart som beskrevs av Evert I. Schlinger 1960. Acrocera natalensis ingår i släktet Acrocera och familjen kulflugor. Inga underarter finns listade i Catalogue of Life.